# Ieja
De Ieja of Ia (Russisch: Ия) is een rivier in de Russische oblast Irkoetsk in het zuiden van Oost-Siberië en vormt een zijrivier van de Oka in het stroomgebied van de Angara. De rivier heeft een lengte van 486 kilometer (512 kilometer vanaf de bronnen van haar langste bronrivier de Chian). De rivier ontspringt op de noordelijke berghellingen van de Oostelijke Sajan uit de rivieren Chian en Cholba als een kleine snelstromende bergrivier en stroomt vervolgens over de vlaktes van de Irkoetsk-Tsjeremchovovallei, waar ze uitgroeit tot een brede rustige valleirivier en uiteindelijk uitmondt in de Okinskibaai van het Stuwmeer van Bratsk.
De rivier wordt vooral gevoed door regen en in het warme seizoen treedt de rivier bij hoog water vaak buiten haar oevers. Van eind oktober, begin november tot eind april, begin mei is de rivier gewoonlijk bevroren. Daaromheen komt in de herfst en lente vaak drijfijs voor, hetgeen in de lente vaak gepaard gaat met opstoppingen. De belangrijkste zijrivieren zijn de Kirej aan de rechterzijde en de Ikej en Ilir aan linkerzijde.
In het stroomgebied van de rivier wordt bruinkool gewonnen en de rivier wordt gebruikt voor de vlotterij. Aan de Ieja ligt de stad Toeloen.